# All the Stuff and More...
All the Stuff and More... del 2003 è una compilation dalla rock band scozzese The Vaselines. Essa contiene essenzialmente le stesse tracce della precedente compilation The Way of The Vaselines: A Complete History.

## Tracklist
1. Son of a Gun
2. Rory Ride Me Raw
3. You Think You're a Man
4. Dying for It
5. Molly's Lips
6. Teenage Superstars
7. Jesus Don't Want Me For A Sunbeam
8. Let's Get Ugly
9. Sex Sux (Amen)
10. Dum-Dum
11. Oliver Twisted
12. Monsterpussy
13. The Day I Was a Horse
14. Bitch
15. Slushy
16. No Hope
17. Hairy
18. Dying For Some Blues
19. Lovecraft